# Кеша должен умереть
«Кеша должен умереть» — российский телесериал.

## Сюжет
Сериал рассказывает о модном столичном архитекторе Иннокентии Мельникове. За его спиной уже два брака, но он остаётся главным мужчиной в жизни бывших жён Лены и Юли, даже при наличии третьей жены — Вари. Кеша не только обеспечивает финансовое благополучие и является центром семейных посиделок, но и состоит в сексуальной связи сразу с тремя женщинами.
Удобный для всех симбиоз начинает рушиться после того, как Кеша заводит новую любовницу, Аллу, и решает развестись с Варей. Оскорблённые предательством Лена, Варя и Юля то ли в шутку, то ли всерьёз решают избавиться от Кеши.
Сериал затрагивает темы поиска личного счастья, любви и самоидентификации, а также актуальные вопросы современного общества, такие, как стремление к самореализации, культ ЗОЖ и проблемы взаимопонимания разных поколений.